# Platyrhacus obscurus
Platyrhacus obscurus är en mångfotingart som beskrevs av Kraus 1955. Platyrhacus obscurus ingår i släktet Platyrhacus och familjen Platyrhacidae. Inga underarter finns listade i Catalogue of Life.